# Lake Lefroy
Lake Lefroy är en sjö i Australien. Den ligger i delstaten Western Australia, omkring 560 kilometer öster om delstatshuvudstaden Perth. Lake Lefroy ligger 289 meter över havet. Arean är 502 kvadratkilometer. Den sträcker sig 42,4 kilometer i nord-sydlig riktning, och 33,9 kilometer i öst-västlig riktning.
Följande samhällen ligger vid Lake Lefroy:
- Kambalda (4 259 invånare)

Omgivningarna runt Lake Lefroy är i huvudsak ett öppet busklandskap. Trakten runt Lake Lefroy är nära nog obefolkad, med mindre än två invånare per kvadratkilometer. Genomsnittlig årsnederbörd är 385 millimeter. Den regnigaste månaden är januari, med i genomsnitt 83 mm nederbörd, och den torraste är augusti, med 10 mm nederbörd.